# Tommy Doyle
Tommy Doyle, né le 17 octobre 2001 à Manchester en Angleterre, est un footballeur anglais qui évolue au poste de milieu de terrain à Birmingham City, en prêt de Wolverhampton Wanderers.

## Biographie

### En club
Né à Manchester en Angleterre, Tommy Doyle est formé par l'un des clubs de sa ville natale, Manchester City.
Tommy Doyle joue son premier match en professionnel lors d'une rencontre de coupe de la Ligue anglaise face au Southampton FC, le 29 octobre 2019. Il est titularisé ce jour-là, et prend part à l'intégralité de cette rencontre remportée par son équipe sur le score de trois buts à un. Le 8 juillet 2020, il fait sa première apparition en Premier League contre Newcastle United. Il entre en jeu à la place de Riyad Mahrez, et le match se solde par la large victoire de son équipe (5-0).
En septembre 2020, Tommy Doyle prolonge son contrat avec son club formateur jusqu'en juin 2025.
Il joue son premier match de Ligue des champions le 25 novembre 2020, face à l'Olympiakos Le Pirée. Il entre en jeu en cours de partie ce jour-là, à la place d'İlkay Gündoğan, et son équipe s'impose sur le score d'un but à zéro.
Le 31 août 2021, dernier jour du mercato estival, Tommy Doyle est prêté pour une saison au Hambourg SV.
Très peu utilisé à Hambourg, les différentes parties mettent un terme au prêt en janvier 2022, et Doyle est de nouveau prêté dans la foulée, cette fois à Cardiff City jusqu'à la fin de la saison.
Le 4 juillet 2022, Tommy Doyle est cette fois prêté pour une saison à Sheffield United.
Le 1er septembre 2023, il est prêté à Wolverhampton. 
Doyle inscrit son premier but pour les Wolves le 5 janvier 2024, à l'occasion d'une rencontre de FA Cup face au Brentford FC. Titulaire, il marque le but égalisateur de son équipe sur un service de Pedro Neto (1-1 score final).
En 2024, il devient de manière permanente un joueur de Wolverhampton. Son nouveau contrat prendra effet le 1er juillet 2024.
Le 2 juillet 2025, il est prêté une saison à Birmingham City, pensionnaire de Championship.

### En sélection
Tommy Doyle est sélectionné avec l'équipe d'Angleterre des moins de 17 ans pour participer au championnat d'Europe des moins de 17 ans en 2018. Lors de ce tournoi organisé dans son pays natal, il joue trois matchs et inscrit deux buts, contre Israël (victoire 2-1) et contre l'Italie (victoire 2-1). Il se blesse toutefois lors du troisième match de groupe contre la Suisse (défaite 1-0 des Anglais), et se voit contraint de déclarer forfait pour le reste de la compétition.
Doyle joue son premier match avec l'équipe d'Angleterre espoirs le 7 septembre 2021 contre le Kosovo. Il entre en jeu à la place d'Oliver Skipp et son équipe s'impose par deux buts à zéro.

## Vie personnelle
Tommy Doyle est issu d'une famille de footballeurs. Ses deux grands-pères, Mike Doyle (en) et Glyn Pardoe (en) ont tous les deux été des footballeurs, tous deux ayant joué ensemble à Manchester City.

## Palmarès

### En club
- Sheffield United
  - Vice-champion de Championship en 2023.

### En sélection nationale
- Angleterre espoirs
  - Vainqueur du Championnat d'Europe en 2023.